# Hans Haslibacher

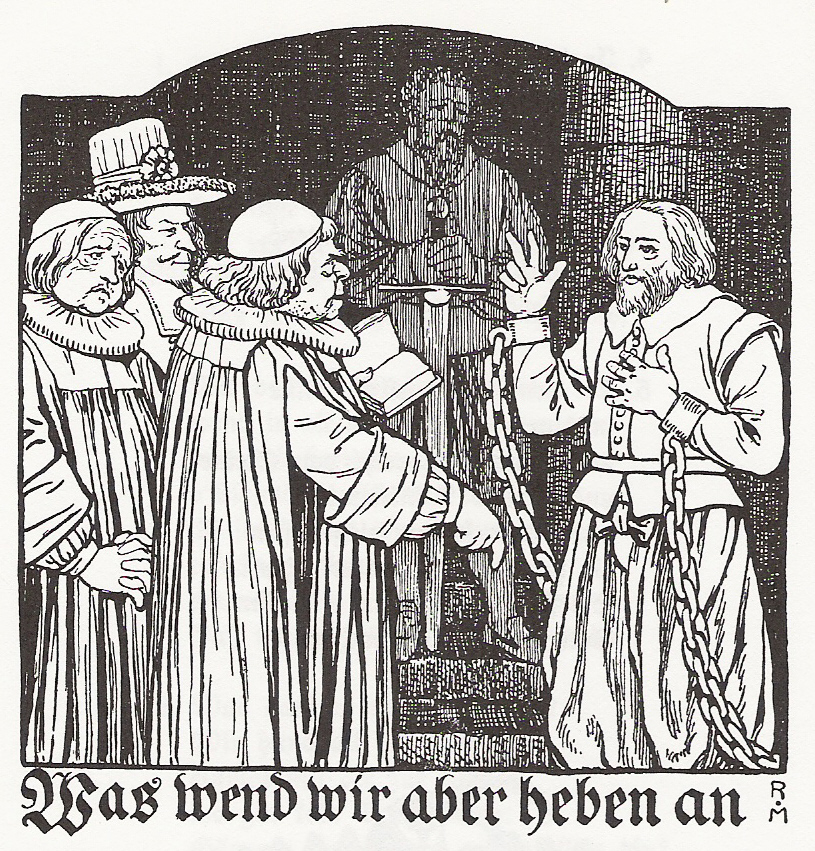
Illustration zum Haslibacher-Lied von Rudolf Münger

Hans Haslibacher (* nach 1500 in Sumiswald, Emmental, Kanton Bern, Schweiz; † 20. Oktober 1571 in Bern) war ein Schweizer Landwirt, Täuferprediger und 1571 Märtyrer der Berner Täufer.

## Leben
Haslibacher wurde wahrscheinlich nach 1500 auf dem Hof Haslenbach bei Sumiswald geboren. Er war als Landwirt tätig, und er konnte sich 1525 aus der Leibeigenschaft des Deutschen Orden loskaufen. In der Kirche Sumiswald predigte der Pfarrer Heinrich Summerer 1532 gegen die Täufer, worauf sich Haslibacher in der Kirche zur Wehr setzte, was ihn vor das Chorgericht brachte. Der bis 1534 zuständige Landvogt vor Ort, Nikolaus Zurkinden (1506–1588), verhielt sich jedoch eher tolerant gegenüber den Täufern und duldete sie, sofern sie nicht öffentlich zu grosse Aufmerksamkeit erregten. Es kann angenommen werden, dass sich Haslibacher bereits vor dem Jahr 1532 der reformatorischen Täuferbewegung angeschlossen hatte. Danach wirkte er als täuferischer Prediger in Sumiswald und Umgebung. Als einflussreicher Täuferlehrer nahm er im März 1538 an der Berner Täuferdisputation teil.
1561 bis 1569 wurde Haslibacher wiederholt gebüsst, verhaftet und ausgewiesen. Um seine Glaubensgeschwister zu sehen und zu stärken, kehrte er trotzdem ins Emmental zurück, wo er im Jahr 1571 erneut auf dem Schloss Trachselwald eingekerkert wurde. Am 29. August erteilte der Kleine Rat von Bern den Befehl, ihn nach Bern zu überführen. Dort wurde er verhört, man versuchte ihn erfolglos umzustimmen, wahrscheinlich wurde er gefoltert und am 20. Oktober 1571 beim Läuferbrunnen in Bern geköpft.
Haslibachers Enthauptung war die letzte von ungefähr dreissig offiziellen Hinrichtungen von Täufern im Kanton Bern. Sie wurde durch einen anonymen Dichter in den 32 Strophen des Haslibacher-Liedes besungen, das in täuferischen Kreisen eine große Verbreitung fand, obwohl es von den Berner Behörden verboten wurde. Es fand im 17. Jahrhundert Eingang in das täuferische Liederbuch Ausbund unter der Nummer 140 und dem Titel Ein schön geistlich Lied von dem Hasslibacher, wie er von dem Leben zum Tod ist hingerichtet worden; in der Melody: Warum betrübst du dich mein Hertz. Auch in späteren Ausgaben des Märtyrerspiegels wird auf das Haslibacher-Lied Bezug genommen. Seine Nachfahren hielten sich weitgehend an die Forderungen der reformierten Staatskirche, sodass der Hof über 15 Generationen von der gleichen Familie bewirtschaftet werden konnte. Seit dem Jahr 2007 haben sie ein kleines Täufermuseum im Hof eingerichtet.